# A Wall Street farkasa
A Wall Street farkasa (eredeti cím: The Wolf of Wall Street) egy 2013-ban bemutatott amerikai önéletrajzi filmdráma, melyet az Oscar-díjas Martin Scorsese rendezett. A címszereplőt Leonardo DiCaprio személyesíti meg.
A film a pénzügyi világ ördögi körét, a pénz hajszolásának végtelen abszurdját állítja középpontba Jordan Belfort emlékiratait nyomon követve, aki a tőzsdepiac gátlástalan szélhámosaként „a Wall Street farkasa” becenevet kapta. Belfort visszaemlékezései nyomán a forgatókönyvet Terence Winter írta.  A film immár az ötödik koprodukció, amelyen Scorsese és DiCaprio közösen dolgozott.
Az Egyesült Államokban 2013. december 25-én kezdték vetíteni, Magyarországon egy nappal később, december 26-án, szinkronizálva.

## Történet
|  | Alább a cselekmény részletei következnek! |

A film megtörtént eseményeken alapul.
Jordan Belfort 1987-ben mint bróker kezd el dolgozni az L.F. Rotschild-nél, Mark Hanna szárnyai alatt. Villámgyorsan elsajátítja a droggal átitatott brókerkultúrát, és Hanna azon életszemléletét, hogy az egész igazából arról szól, hogy ők maguk meggazdagodjanak az egészből. A fekete hétfőn, a nagy tőzsdei krach napján a cég tönkremegy, Jordan pedig egy sufnicégnél kap csak állást, ami pár centes részvényeket értékesít. Hatalmas rábeszélőképességével és erőszakos nyomulásával még így is sikerül neki egy szép összeget begyűjteni.
Összebarátkozik szomszédjával, Donnie Azoff-fal, és ketten alapítanak egy céget. Felveszik munkatársnak néhány barátjukat, akiket Jordan betanít. Technikája azonban jobbára a potenciális vásárlók szédítéséről szól, akiket egyes értéktelen részvények feldícsérésével, esetleg félrevezetéssel vagy mesterséges árfelhajtással vesz rá az üzletre. Akik ennek bedőlnek és eladják a mesterségesen feltornázott árú részvényeiket, csak azt érik el, hogy buknak az üzleten, a brókerek viszont busás hasznot tesznek zsebre. Hogy leplezze az üzelmeket, 1989-ben a barátságosnak hangzó Stratton Oakmont nevet adja a cégnek.
Miután megjelenik róla egy cikk a Forbes magazinban, özönleni kezdenek az emberek, hogy a cégnél dolgozhassanak. Jordan hirtelen nagyvilági életet kezd el élni, drogokkal és prostituáltakkal körülvéve magát. Összejön egy Naomi Lapaglia nevű nővel, amit miután megtud a felesége, elválik tőle - Jordan elveszi Naomit 1991-ben. Eközben az FBI és a Tőzsdefelügyelet elkezd szaglászni a Stratton Oakmont körül.
1993-ban Jordan illegálisan keres 22 millió dollárt, alig három óra alatt, amikor tőzsdére viszik a Steve Madden részvényeit, amivel felkelti az FBI gyanúját. A pénzt egy svájci bankszámlán kezdi rejtegetni egy korrupt bankár, Jean-Jacques Saurel segítségével, aki Naomi nagynénjének, Emmának a nevén vezeti a számlát - mivel ő brit állampolgár, az amerikai hatóságok nem nyomozhatnak utána. Feleségét és kollégáit felhasználva csempészteti ki a pénzt Svájcba.
Donnie és Brad balhéba keverednek, Donnie elmenekül, Bradet letartóztatják, de nem szól egy szót se az üzelmeikről. Jordan megtudja, hogy az FBI lehallgatja a telefonjaikat. Jordannek azt javasolja az apja, hogy egy időre húzza meg magát, lépjen le a cégtől, az ügyvédek pedig elintézik, hogy ne kelljen börtönbe mennie. Jordan azonban képtelen arra, hogy távozzon, és a búcsúzkodása közben győzi meg magát, hogy marad.
1996-ban Jordan, Donnie, és a feleségeik Olaszország partjainál jachtoznak, amikor megtudják, hogy Emma néni meghalt szívrohamban. Jordan elhatározza, hogy azonnal Svájcba megy, és hogy kikerülje a határellenőrzést, utasítja a kapitányt, hogy kössön ki Monacóban. A hajójuk viharba kerül, ráadásul a Genovában történt kikötés után a repülőgépük, amivel mentek volna, megsemmisül, mert egy sirály berepül az egyik hajtóműbe. Jordan ezt isteni jelnek veszi és elhatározza, hogy felhagy a simliskedéssel.
Két évvel később Jordant letartóztatják, mert Saurel vádalkut kötött egy piti ügyben az FBI-jal, és feldobta őt. Mivel túl sok bizonyíték szól ellene, Jordan nem tehet mást, információkat szolgáltat a kollégáiról kedvezőbb elbírálás érdekében. Naomi közli vele, hogy elválik tőle és a gyerek szülői felügyeleti jogát is magának követeli. A dühös Jordan rátámad, majd el akarja vinni a gyereket, ezután balesetet szenved. Jordant bepoloskázzák, de egy cetlivel figyelmezteti Donnie-t. Az FBI rájön erre, Jordant újra letartóztatják, a Stratton Oakmontot pedig bezáratják. Jordan még így is megússza 3 év fogházzal az együttműködése miatt, és ebből is csak 22 hónapot kell letöltenie. Szabadulása után előadásokat tart a módszereiről.

## Szereplők
| Szerep               | Színész             | Magyar hang       |
| -------------------- | ------------------- | ----------------- |
| Jordan Belfort       | Leonardo DiCaprio   | Hevér Gábor       |
| Donnie Azoff         | Jonah Hill          | Elek Ferenc       |
| Mark Hanna           | Matthew McConaughey | Nagy Ervin        |
| Naomi Lapaglia       | Margot Robbie       | Zsigmond Tamara   |
| Patrick Denham       | Kyle Chandler       | Kőszegi Ákos      |
| Max Belfort          | Rob Reiner          | Forgács Gábor     |
| Brad Bodnick         | Jon Bernthal        | Király Attila     |
| Manny Riskin         | Jon Favreau         | Péter Richárd     |
| Jean-Jacques Saurel  | Jean Dujardin       | Jakab Csaba       |
| Teresa Petrillo      | Cristin Milioti     | Pálmai Anna       |
| Nicky Koskoff        | P. J. Byrne         | Kovács Lehel      |
| Chester Ming         | Kenneth Choi        | Törköly Levente   |
| Dwayne               | Spike Jonze         | Karácsonyi Zoltán |
| Ted Beecham kapitány | Shea Whigham        | Szatory Dávid     |
| Toby Welch           | Ethan Suplee        | Bolla Róbert      |
| Leah Belfort         | Christine Ebersole  |                   |
| Steve Madden         | Jake Hoffman        | Gyabronka József  |
| Chantalle            | Katarina Čas        | Király Adrián     |
| Emma néni            | Joanna Lumley       | Horváth Zsuzsa    |
| Robbie Feinberg      | Brian Sacca         | Czvetkó Sándor    |
| Frank Berry          | Martin Klebba       |                   |
| Heidi                | Madison McKinley    | Sági Tímea        |
| Peter Diblasio       | Barry Rothbart      | Vass Gábor        |

## Díjak és jelölések
- Oscar-díj jelölés 2014:[20] legjobb film, legjobb rendező (Martin Scorsese), legjobb férfi főszereplő (Leonardo DiCaprio), legjobb férfi mellékszereplő (Jonah Hill), legjobb adaptált forgatókönyv.
- Golden Globe Díj nyert, jelölés 2014: Leonardo DiCaprio (legjobb férfi főszereplő), jelölés: legjobb film (Martin Scorsese).

## Érdekességek
- A TV2 csatorna 2015. január 3-án, 22:00-kor levetítette a filmet, egy évvel a magyar mozikba kerülés után. Ezzel a legkorábban levetített új film volt a csatornán.
- A filmet a készítő Red Granite Pictures a Najib Razak malajziai miniszterelnök által 2009-ben létrehozott 1MDB nevű állami gazdaságfejlesztési alapból sikkasztott pénzből finanszírozta. A Red Granite Pictures társalapítója Razak mostohafia volt.[21]

## Irodalmi alapanyag magyarul
- Jordan Belfort: A Wall Street farkasa; ford. Kovács Kristóf; Tericum, Bp., 2008

### Kritikák
- Hazudj, uralkodj, tépd szét – Port.hu, 2014. január 2.
- Bikát a szarvánál – Revizor Online, 2013. december 30.
- Orrba-szájba – Prizma, 2013. december 30.
- Állat az emberben – Filmtekercs, 2013. december 30.
- Dühöngő bróker – Filmtett, 2014. január 8.
- Szügyig gázol a kokóban Scorsese farkasa – Index, 2013. december 29.